# Batalha de Bargal (2007)
A Batalha de Bargal ocorreu em junho de 2007 ao redor da cidade de Bargal, na província norte de Bari, na região semiautônoma de Puntland.

## Batalha
Em 30 de maio, entre 12 e 35 combatentes islamistas fortemente armados chegaram em dois barcos de pesca do sul da Somália e entraram em confronto com as tropas locais. Em 1 de junho, um navio de guerra da Marinha dos Estados Unidos, o USS Chafee, bombardeou colinas ao redor de Bargal, onde os militantes islamistas teriam estabelecido uma base. O alvo do bombardeio pode ter sido um agente da al-Qaeda que os Estados Unidos acreditavam estar envolvido nos atentados de 1998 às embaixadas estadunidenses no Quênia e na Tanzânia.
De acordo com o governo regional de Puntland, cerca de uma dezena de combatentes, incluindo militantes somalis, bem como cidadãos britânicos, americanos, suecos, paquistaneses e iemenitas, foram mortos nessas operações e cinco soldados do governo ficaram feridos.